# Campeonato Mundial de Judô de 2015
O Campeonato Mundial de Judô de 2015 foi realizado no Alau Ice Palace, na cidade de Astana, Cazaquistão, entre 24 e 30 de agosto de 2015. 

## Medalhistas

### Masculino
| Evento                        | Ouro                | Prata                 | Bronze                      |
| ----------------------------- | ------------------- | --------------------- | --------------------------- |
| Ligeiro (60 kg) detalhes      | KAZ Yeldos Smetov   | KAZ Rustam Ibrayev    | JPN Toru Shishime           |
| Ligeiro (60 kg) detalhes      | KAZ Yeldos Smetov   | KAZ Rustam Ibrayev    | KOR Kim Won-jin             |
| Meio leve (66 kg) detalhes    | KOR An Ba-Ul        | RUS Mikhail Pulyaev   | ISR Golan Pollack           |
| Meio leve (66 kg) detalhes    | KOR An Ba-Ul        | RUS Mikhail Pulyaev   | UZB Rishod Sobirov          |
| Leve (73 kg) detalhes         | JPN Shohei Ono      | JPN Riki Nakaya       | MGL Sainjargalyn Nyam-Ochir |
| Leve (73 kg) detalhes         | JPN Shohei Ono      | JPN Riki Nakaya       | KOR An Chang-rim            |
| Meio médio (81 kg) detalhes   | JPN Takanori Nagase | FRA Loïc Pietri       | CAN Antoine Valois-Fortier  |
| Meio médio (81 kg) detalhes   | JPN Takanori Nagase | FRA Loïc Pietri       | BRA Victor Penalber         |
| Médio (90 kg) detalhes        | KOR Dong-han        | RUS Kirill Denisov    | GEO Varlam Liparteliani     |
| Médio (90 kg) detalhes        | KOR Dong-han        | RUS Kirill Denisov    | JPN Mashu Baker             |
| Meio pesado (100 kg) detalhes | JPN Ryunosuke Haga  | GER Karl-Richard Frey | BEL Toma Nikiforov          |
| Meio pesado (100 kg) detalhes | JPN Ryunosuke Haga  | GER Karl-Richard Frey | GER Dimitri Peters          |
| Pesado (+100 kg) detalhes     | FRA Teddy Riner     | JPN Ryu Shichinohe    | GEO Adam Okruashvili        |
| Pesado (+100 kg) detalhes     | FRA Teddy Riner     | JPN Ryu Shichinohe    | UKR Iakiv Khammo            |
| Equipes detalhes              | Japão               | Coreia do Sul         | Geórgia                     |
| Equipes detalhes              | Japão               | Coreia do Sul         | Mongólia                    |

### Feminino
| Evento                       | Ouro                | Prata                   | Bronze                         |
| ---------------------------- | ------------------- | ----------------------- | ------------------------------ |
| Ligeiro (48 kg) detalhes     | ARG Paula Pareto    | JPN Haruna Asami        | KOR Jeong Bo-kyeong            |
| Ligeiro (48 kg) detalhes     | ARG Paula Pareto    | JPN Haruna Asami        | JPN Ami Kondo                  |
| Meio leve (52 kg) detalhes   | JPN Misato Nakamura | ROU Andreea Chițu       | BRA Érika Miranda              |
| Meio leve (52 kg) detalhes   | JPN Misato Nakamura | ROU Andreea Chițu       | BLR Darya Skrypnik             |
| Leve (57 kg) detalhes        | JPN Kaori Matsumoto | ROU Corina Căprioriu    | FRA Automne Pavia              |
| Leve (57 kg) detalhes        | JPN Kaori Matsumoto | ROU Corina Căprioriu    | MGL Dorjsürengiin Sumiyaa      |
| Meio médio (63 kg) detalhes  | SLO Tina Trstenjak  | FRA Clarisse Agbegnenou | MGL Tsedevsürengiin Mönkhzayaa |
| Meio médio (63 kg) detalhes  | SLO Tina Trstenjak  | FRA Clarisse Agbegnenou | JPN Miku Tashiro               |
| Médio (70 kg) detalhes       | FRA Gévrise Émane   | ESP María Bernabéu      | FRA Fanny Posvite              |
| Médio (70 kg) detalhes       | FRA Gévrise Émane   | ESP María Bernabéu      | COL Yuri Alvear                |
| Meio pesado (78 kg) detalhes | JPN Mami Umeki      | SLO Anamari Velenšek    | GER Luise Malzahn              |
| Meio pesado (78 kg) detalhes | JPN Mami Umeki      | SLO Anamari Velenšek    | NED Marhinde Verkerk           |
| Pesado (+78 kg) detalhes     | CHN Yu Song         | JPN Megumi Tachimoto    | JPN Kanae Yamabe               |
| Pesado (+78 kg) detalhes     | CHN Yu Song         | JPN Megumi Tachimoto    | CUB Idalys Ortiz               |
| Equipes detalhes             | Japão               | Polónia                 | Alemanha                       |
| Equipes detalhes             | Japão               | Polónia                 | Rússia                         |

## Quadro de medalhas
| Ordem | País          | Medalha de ouro | Medalha de prata | Medalha de bronze | Total |
| ----- | ------------- | --------------- | ---------------- | ----------------- | ----- |
| 1     | Japão         | 8               | 4                | 5                 | 17    |
| 2     | França        | 2               | 2                | 2                 | 6     |
| 3     | Coreia do Sul | 2               | 1                | 3                 | 6     |
| 4     | Cazaquistão*  | 1               | 1                | 0                 | 2     |
| 4     | Eslovênia     | 1               | 1                | 0                 | 2     |
| 6     | Argentina     | 1               | 0                | 0                 | 1     |
| 6     | China         | 1               | 0                | 0                 | 1     |
| 8     | Rússia        | 0               | 2                | 1                 | 3     |
| 9     | Roménia       | 0               | 2                | 0                 | 2     |
| 10    | Alemanha      | 0               | 1                | 3                 | 4     |
| 11    | Polónia       | 0               | 1                | 0                 | 1     |
| 11    | Espanha       | 0               | 1                | 0                 | 1     |
| 13    | Mongólia      | 0               | 0                | 4                 | 4     |
| 14    | Geórgia       | 0               | 0                | 3                 | 3     |
| 15    | Brasil        | 0               | 0                | 2                 | 2     |
| 16    | Bélgica       | 0               | 0                | 1                 | 1     |
| 16    | Bielorrússia  | 0               | 0                | 1                 | 1     |
| 16    | Canadá        | 0               | 0                | 1                 | 1     |
| 16    | Colômbia      | 0               | 0                | 1                 | 1     |
| 16    | Cuba          | 0               | 0                | 1                 | 1     |
| 16    | Israel        | 0               | 0                | 1                 | 1     |
| 16    | Países Baixos | 0               | 0                | 1                 | 1     |
| 16    | Ucrânia       | 0               | 0                | 1                 | 1     |
| 16    | Uzbequistão   | 0               | 0                | 1                 | 1     |
| Total | Total         | 16              | 16               | 32                | 64    |